# Звизд
Звизд је насељено место у Босни и Херцеговини у општини Крешево. Административно припада Федерацији Босне и Херцеговине, односно њеном Средњобосанском кантону. Према попису становништва из 2013. у насељу је било 44 становника, а већинску популацију чинили су Хрвати.

## Становништво
По последњем службеном попису становништва из 2013. године у овом насељу живело је 44 становника, а село је било етнички хомогено са већинском хрватском популацијом.
| Националност | 2013. | 1991.       | 1981.       | 1971.       |
| Хрвати       | —     | 62 (88,57%) | 78 (93,98%) | 68 (100,0%) |
| Југословени  | —     | 8 (11,43%)  | 4 (4,82%)   | 0           |
| остали       | —     | 0           | 1 (1,20%)   | 0           |
| Укупно       | 44    | 70          | 83          | 68          |